# Ozola sinuata
Ozola sinuata är en fjärilsart som beskrevs av W. Warren 1897. Ozola sinuata ingår i släktet Ozola och familjen mätare. Inga underarter finns listade i Catalogue of Life.